# Lecionário 2208
O Lecionário 2208 (designado pela sigla ℓ 2208 na classificação de Gregory-Aland) é um antigo manuscrito do Novo Testamento, paleograficamente datado do Século XI/XII d.C.[a]
Este codex contém lições dos evangelhos de Mateus, Marcos, Lucas e João (conhecido como Evangelistarium), mas algumas partes do texto desapareceram devido ao tempo[a]. Foi escrito em grego, e actualmente se encontra no Museu da Bíblia da Universidade de Münster.